# DAOA
DAOA (англ. D-amino acid oxidase activator) – білок, який кодується однойменним геном, розташованим у людей на 13-й хромосомі. Довжина поліпептидного ланцюга білка становить 153 амінокислот, а молекулярна маса — 18 108.
| 10         |  | 20         |  | 30         |  | 40         |  | 50         |
| ---------- |  | ---------- |  | ---------- |  | ---------- |  | ---------- |
| MLEKLMGADS |  | LQLFRSRYTL |  | GKIYFIGFQR |  | SILLSKSENS |  | LNSIAKETEE |
| GRETVTRKEG |  | WKRRHEDGYL |  | EMAQRHLQRS |  | LCPWVSYLPQ |  | PYAELEEVSS |
| HVGKVFMARN |  | YEFLAYEASK |  | DRRQPLERMW |  | TCNYNQQKDQ |  | SCNHKEITST |
| KAE        |  |            |  |            |  |            |  |            |

A: Аланін

C: Цистеїн

D: Аспарагінова кислота

E: Глутамінова кислота

F: Фенілаланін

G: Гліцин

H: Гістидин

I: Ізолейцин

K: Лізин

L: Лейцин

M: Метіонін

N: Аспарагін

P: Пролін

Q: Глутамін

R: Аргінін

S: Серин

T: Треонін

V: Валін

W: Триптофан

Задіяний у такому біологічному процесі, як альтернативний сплайсинг. 
Локалізований у апараті гольджі.